# Maigret (romanzo)
Maigret (titolo originale Maigret), pubblicato in traduzione italiana anche coi titoli Maigret e il nipote ingenuo e Il nipote ingenuo, è un romanzo poliziesco di Georges Simenon con protagonista il commissario Maigret. Scritto nella Villa Les Roberts, sull'isola di Porquerolles, nell'arcipelago delle Isole di Hyères (Francia) nel gennaio del 1934, fu pubblicato a marzo. a chiudere il contratto con l'editore Fayard. Apparve in anteprima come feuilleton sul giornale "Le Jour" dal n° 49 al n° 73 del 1934 (20 febbraio-15 marzo, in 24 puntate). Sullo stesso giornale, il giorno precedente l'inizio del romanzo, comparve un articolo Maigret reprend du service, poi incluso nel volume La vraie naissance de Maigret (1992).
Con questa inchiesta, la diciannovesima dedicata al celebre commissario, Simenon tenterà, invano, di liberarsi dell'ingombrante personaggio di Maigret per diventare uno scrittore "colto": pochi mesi prima aveva infatti firmato un contratto che lo avrebbe legato all'editore Gallimard sino al 1945.
Ma il personaggio del commissario parigino tornerà già due anni dopo, nel 1936, nel racconto La chiatta con i due impiccati (La péniche aux deux pendus) primo della serie di racconti dedicati a Maigret e pubblicati come feuilleton su riviste e quotidiani per essere in seguito raccolti in volume. Per un nuovo romanzo invece i lettori dovranno aspettare il 1942, anno di pubblicazione de I sotterranei del Majestic.

## Trama

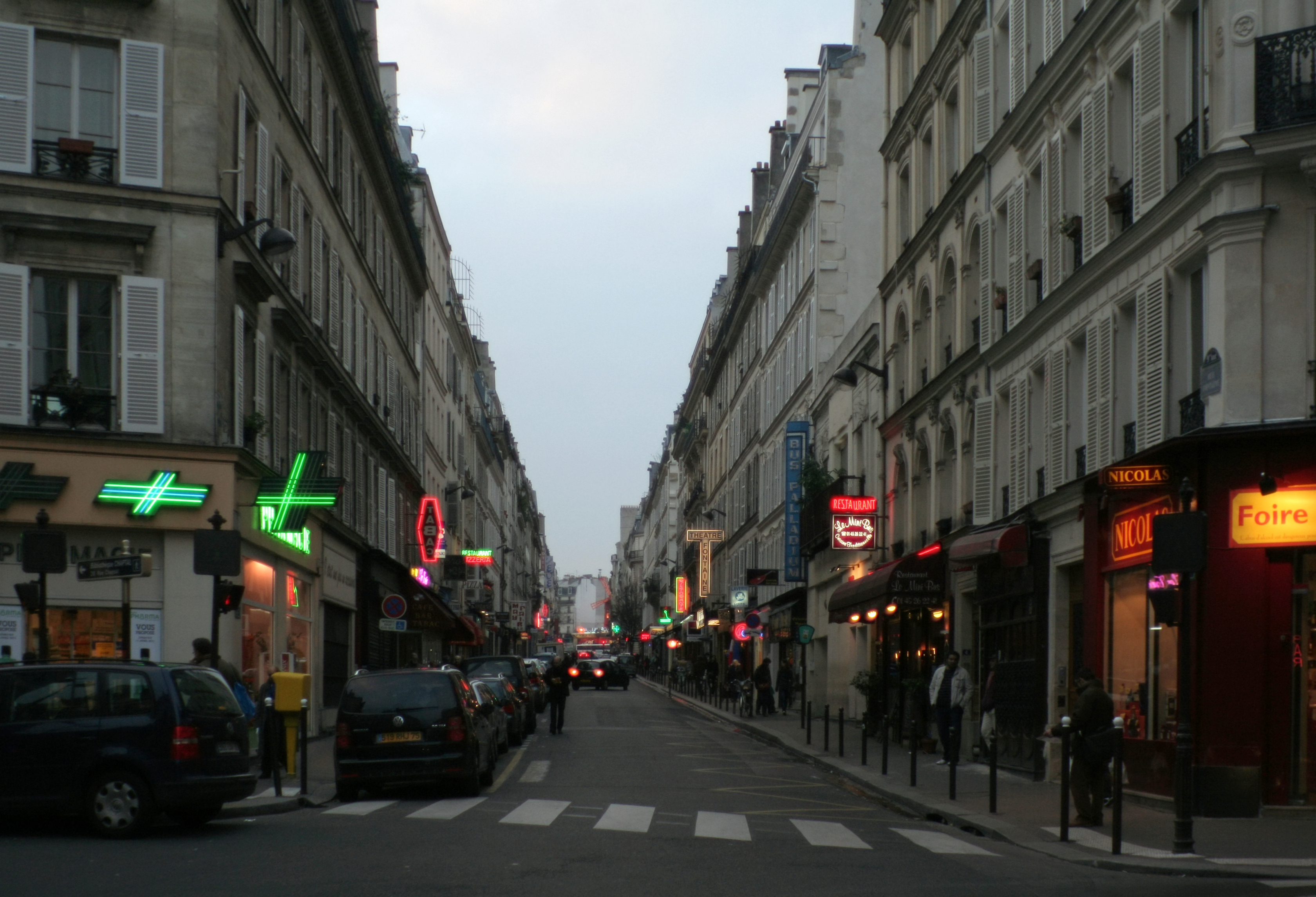
Rue Pierre-Fontaine (Parigi)

Maigret è ormai in pensione da qualche anno, nella sua casa di Meung-sur-Loire. Una mattina viene svegliato dal nipote, Philippe Lauer, figlio della sorella della signora Maigret, che da qualche mese lavora al Quai des Orfèvres. Il nipote racconta che il commissario Amadieu, che aveva preso il posto di Maigret a capo della Brigata speciale, gli aveva assegnato il compito di sorvegliare Pepito Palestrino, titolare del Floria in rue Fontaine, che doveva essere arrestato la mattina seguente per una storia di droga finita con un omicidio. Philippe racconta che mentre era nascosto al Floria ha sentito degli spari e ha trovato morto Pepito. In preda al panico, Philippe è fuggito ma si è imbattuto in un uomo che in seguito testimonierà contro il nipote di Maigret. Il commissario decide quindi di tornare a Parigi per togliere dai guai il nipote inesperto e ingenuo. Il compito di Maigret non è semplice: Philippe infatti viene riconosciuto dal testimone (Audiat) e viene tenuto in custodia cautelare.
Maigret comprende subito che il colpevole è Germain Cageot (59 anni), soprannominato il Notaio: si tratta di un ex impiegato di studio legale, diventato capo di una banda di trafficanti che regna nella zona di Montmartre e che si assicura la protezione della polizia agendo da informatore della Buon Costume. Il Floria stesso è in realtà di sua proprietà e Palestrino non era altro che un suo prestanome. L'omicidio si sarebbe svolto nell'ambito di un regolamento di conti tra Cageot ed alcuni suoi uomini che stavano cominciando a volere una fetta di torta più grande (prima un certo Barnabé e poi Palestrino).
Grazie all'iniziale aiuto della prostituta Fernande, Maigret comincia ad indagare nei locali dove si muove la banda di Cageot che è composta da un bel giovane di nome Eugene Bernard, accompagnato sempre da un altro uomo marsigliese, il padrone del Tabac-Fontaine Louis, Joseph Audiat (ex-cameriere, che ha testimoniato contro suo nipote), Colin (gestore di una casa di tolleranza). Il suo compito però è reso difficile dal fatto che deve lavorare senza mezzi né autorità legale e deve fronteggiare anche l'ostilità del suo successore, il commissario Amadieu.
Maigret cerca di mettere pressione sulla banda ed in particolare su Audiat, che sembra l'anello debole della banda, ma diventa anche oggetto di una trappola nella quale per poco non ci rimette la pelle. Riesce anche a fare comparire la banda al completo al Quai des Orfevres per un confronto, ma l'interrogatorio viene condotto da Amadieu senza la reale volontà di ottenere una confessione.
A questo punto diventa decisivo l'intervento del direttore della polizia a favore dell'ex commissario che consente a quest'ultimo di poter contare sulla leale collaborazione di Amadieu e di sbrogliare la complicata matassa. Maigret si reca a casa di Cageot e riesce a tenere sollevata la cornetta del telefono in modo che la polizia possa mettersi all'ascolto della loro conversazione. Poi riesce a spingere Cageot ad ammettere la sua responsabilità – come mandante – negli omicidi di Barnabé, Palestrino ed anche Audiat (avvelenato la notte prima). La confessione – ascoltata da Lucas dall'altro capo del filo – porta all'arresto di Cageot. Eugene e Fernande fuggono a Istanbul. Philippe Lauer si dimette dalla polizia e ritorna a vivere in Alsazia.

## Edizioni italiane
- Maigret e il nipote ingenuo, Collana I Gialli Economici n° 25, Milano, Arnoldo Mondadori Editore, 1934.[4]
- Maigret e il nipote ingenuo, traduzione di Sarah Cantoni, Collana Le inchieste del commissario Maigret n.55, Milano, Mondadori, 1968. - Collana Oscar n.389, Mondadori, 1972.
- Il nipote ingenuo, in  A tavola con Maigret[5], Collana Omnibus gialli e di fantascienza, Milano, Mondadori, 1988, ISBN 88-04-32646-8.[6]
- Maigret e il nipote ingenuo, traduzione di Rosalba Buccianti, Collana Oscar Gialli n.204, Milano, Mondadori, 1989.
- Maigret, traduzione di Elena Callegari, Collana gli Adelphi n° 136, Milano, Adelphi, 1998, ISBN 88-459-1398-8.

## Adattamenti

### Televisione
- Episodio dal titolo Maigret, facente parte della serie televisiva Les enquêtes du commissaire Maigret per la regia di Claude Barma, trasmesso per la prima volta su Antenne 2 il 28 novembre 1970, con Jean Richard nel ruolo del commissario Maigret.
- Episodio dal titolo Maigret in pensione, facente parte della serie televisiva Le inchieste del commissario Maigret, diretto da Mario Landi e trasmesso, durante la quarta stagione della serie, in due puntate per la prima volta sulla RAI nel settembre 1972, con Gino Cervi nel ruolo del commissario Maigret. Si tratta dell'ultimo episodio della serie Tv italiana con Gino Cervi, scelto proprio per la vicenda che vede protagonista il commissario ormai pensionato.